# Mehdi Belhadj
Mehdi Belhadj (10 de junio de 1995) es un deportista de Francia que compite en atletismo. Ganó una medalla de plata en el Campeonato Europeo de Atletismo por Equipos de 2021, en la prueba de 3000 m obstáculos.